# Der Bund (Österreich)
Der Bund war eine österreichische Zeitschrift, die zwischen 1905 und 1919 sechsmal jährlich in Kahla (südlich von Jena) erschien. Sie führte den Nebentitel Zentralblatt des Bundes österreichischer Frauenvereine. Verlegt wurde sie von der J. Beck Hofbuchdruckerei, Herausgeber war der Bund Österreichischer Frauenvereine.